# Jérôme d’Ambrosio
Jérôme d’Ambrosio (Etterbeek, 1985. december 27. –) belga autóversenyző. 2008 és 2010 között a GP2-es DAMS csapat pilótája volt, emellett pedig Formula–1-es csapatok tesztpilótájaként is szerepelt. 2011-ben mutatkozott be a Formula–1-ben a Virgin istálló második számú versenyzőjeként. A 2012-es olasz nagydíjon az eltiltott Romain Grosjeant helyettesítve állt rajthoz a Lotusszal. Jelenleg a Formula–E-ben versenyez a Mahindra Racing csapatánál.

## Eredményei

### Karrier összefoglaló
| Szezon  | Bajnokság                              | Csapat                       | Verseny     | Pole        | Győzelem    | Dobogós helyezés | Pont        | Helyezés    |
| ------- | -------------------------------------- | ---------------------------- | ----------- | ----------- | ----------- | ---------------- | ----------- | ----------- |
| 2003    | Belga Formula Renault 1.6              | Thierry Boutsen Racing       |             |             |             |                  |             | 1.          |
| 2003    | Formula König                          |                              |             |             |             |                  | 240         | 4.          |
| 2004    | Francia Formula Renault 2.0            | Graff Racing                 | 14          | 0           | 0           |                  | 156         | 4.          |
| 2004    | Formula Renault 2.0 Európa-kupa        | Graff Racing                 | 7           | 0           | 0           | 2                | 28          | 16.         |
| 2005    | Olasz Formula Renault 2.0              | Euronova Racing              | 17          | 1           | 1           | 4                | 199         | 4.          |
| 2005    | Olasz Formula Renault 2.0 Téli sorozat | Euronova Racing              | 2           |             | 2           |                  | 40          | 3.          |
| 2005    | Formula Renault 2.0 Európa-kupa        | Euronova Racing              | 6           | 0           | 0           |                  | 22          | 15.         |
| 2005    | Olasz Formula–3000 Ligt                | Euronova Racing              | 1           | 0           | 0           |                  | 9           | 6.          |
| 2006    | Euroseries 3000                        | Euronova Racing              | 10          | 0           | 0           | 3                | 39          | 5.          |
| 2006    | Formula Renault 3.5 Series             | Tech 1 Racing                | 7           | 0           | 0           | 0                | 0           | 36          |
| 2006    | FIA GT - GT2                           | Belgian Racing               | 1           | 0           | 0           | 0                | 0           | HN          |
| 2007    | International Formula Master           | Cram Competition             | 16          | 1           | 5           | 11               | 100         | 1.          |
| 2008    | GP2                                    | DAMS                         | 20          | 0           | 0           | 2                | 21          | 11.         |
| 2008    | GP2 Asia Series                        | DAMS                         | 10          | 0           | 0           | 2                | 12          | 11.         |
| 2008–09 | GP2 Asia Series                        | DAMS                         | 11          | 1           | 0           | 4                | 36          | 2.          |
| 2009    | GP2                                    | DAMS                         | 20          | 0           | 0           | 3                | 29          | 9.          |
| 2010    | GP2                                    | DAMS                         | 18          | 1           | 1           | 2                | 21          | 12.         |
| 2010    | Formula–1                              | Renault F1 Team              | Tesztpilóta | Tesztpilóta | Tesztpilóta | Tesztpilóta      | Tesztpilóta | Tesztpilóta |
| 2010    | Formula–1                              | Virgin Racing                | Tesztpilóta | Tesztpilóta | Tesztpilóta | Tesztpilóta      | Tesztpilóta | Tesztpilóta |
| 2011    | Formula–1                              | Marussia Virgin Racing       | 19          | 0           | 0           | 0                | 0           | 24.         |
| 2012    | Formula–1                              | Lotus F1 Team                | 1           | 0           | 0           | 0                | 0           | 23.         |
| 2013    | Formula–1                              | Lotus F1 Team                | Tesztpilóta | Tesztpilóta | Tesztpilóta | Tesztpilóta      | Tesztpilóta | Tesztpilóta |
| 2014    | Blancpain GT Endurance                 | M-Sport                      | 5           | 0           | 0           | 0                | 15          | 17.         |
| 2014–15 | Formula–E                              | Dragon Racing                | 11          | 0           | 1           | 3                | 113         | 4.          |
| 2015–16 | Formula–E                              | Dragon Racing                | 10          | 2           | 1           | 3                | 83          | 5.          |
| 2016–17 | Formula E                              | Faraday Future Dragon Racing | 12          | 0           | 0           | 0                | 13          | 18.         |
| 2017–18 | Formula–E                              | Dragon Racing                | 12          | 0           | 0           | 1                | 27          | 14.         |
| 2018    | Stock Car Brasil                       | Cimed Racing Team            | 1           | 0           | 0           | 0                | 0           | HN†         |
| 2018–19 | Formula–E                              | Mahindra Racing              | 13          | 0           | 1           | 2                | 67          | 11.         |
| 2019–20 | Formula–E                              | Mahindra Racing              | 11          | 0           | 0           | 0                | 19          | 16.         |

† – d’Ambrosio vendégpilótaként nem volt jogosult bajnoki pontokra.

### Teljes Formula–1-es eredménysorozata

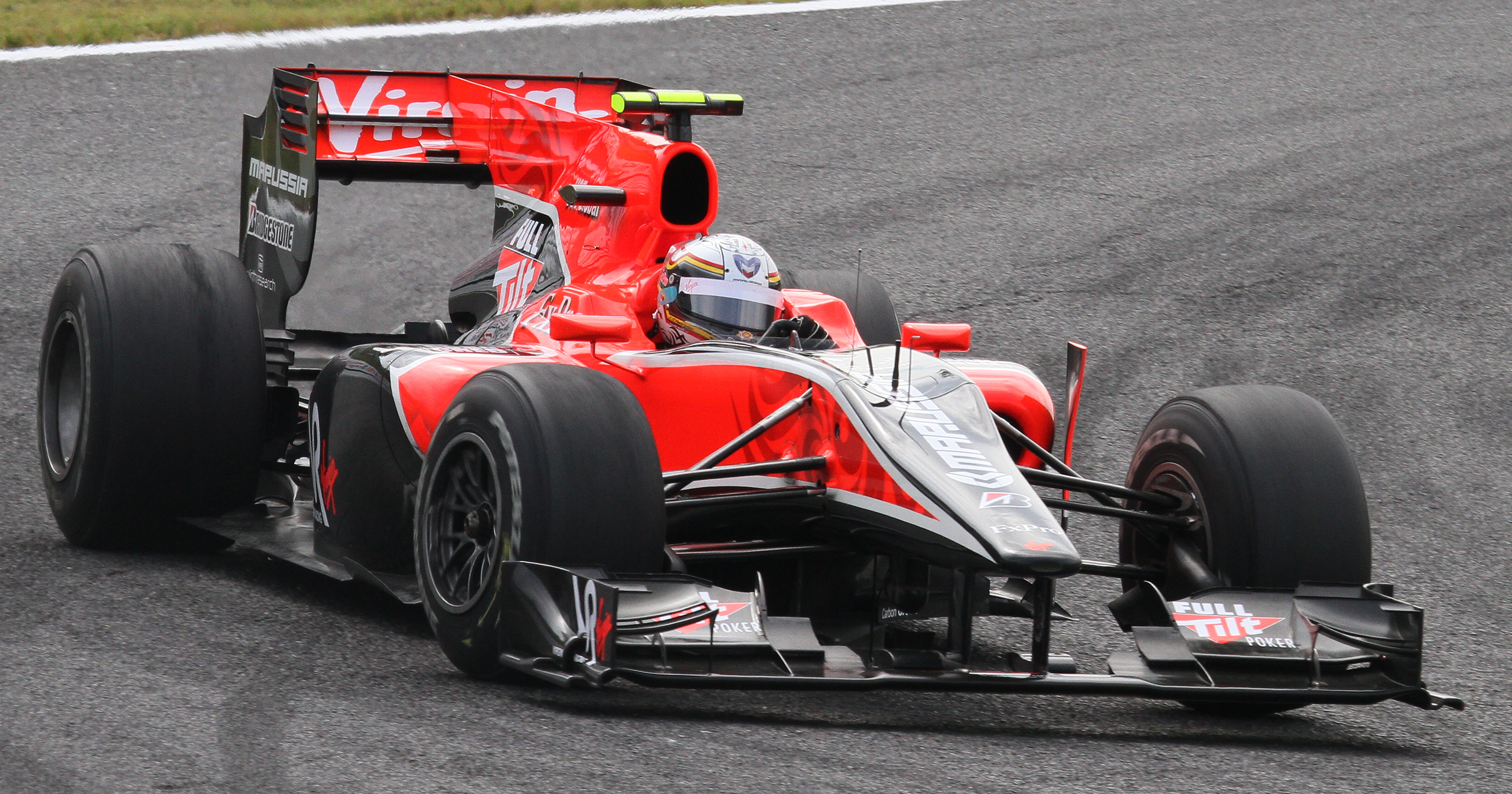
Jérôme d’Ambrosio a 2010-es japán nagydíj első szabadedzésén

(Táblázat értelmezése)

(Félkövér: pole-pozícióból indult; dőlt: leggyorsabb kört futott) 

| Év   | Csapat | 1      | 2      | 3      | 4      | 5      | 6      | 7      | 8      | 9      | 10     | 11     | 12     | 13     | 14     | 15     | 16     | 17     | 18     | 19     | 20  | Helyezés | Pont |
| ---- | ------ | ------ | ------ | ------ | ------ | ------ | ------ | ------ | ------ | ------ | ------ | ------ | ------ | ------ | ------ | ------ | ------ | ------ | ------ | ------ | --- | -------- | ---- |
| 2010 | Virgin | BHR    | AUS    | MAL    | CHN    | ESP    | MON    | TUR    | CAN    | EUR    | GBR    | GER    | HUN    | BEL    | ITA    | SIN Tp | JPN Tp | KOR Tp | BRA Tp | UAE    |     | –        | –    |
| 2011 | Virgin | AUS 14 | MAL Ki | CHN 20 | TUR 20 | ESP 20 | MON 15 | CAN 14 | EUR 22 | GBR 17 | GER 18 | HUN 19 | BEL 17 | ITA Ki | SIN 18 | JPN 21 | KOR 20 | IND 16 | UAE Ki | BRA 19 |     | 24.      | 0    |
| 2012 | Lotus  | AUS    | MAL    | CHN    | BHR    | ESP    | MON    | CAN    | EUR    | GBR    | GER    | HUN    | BEL    | ITA 13 | SIN    | JPN    | KOR    | IND    | UAE    | USA    | BRA | 23.      | 0    |

### Teljes Formula–E eredménylistája
(Táblázat értelmezése)

(Félkövér: pole-pozícióból indult; dőlt: leggyorsabb kört futott) 

| Év      | Csapat                       | 1      | 2       | 3      | 4      | 5      | 6      | 7       | 8      | 9      | 10     | 11     | 12     | 13     | Helyezés | Pont |
| ------- | ---------------------------- | ------ | ------- | ------ | ------ | ------ | ------ | ------- | ------ | ------ | ------ | ------ | ------ | ------ | -------- | ---- |
| 2014–15 | Dragon Racing                | BEI 6  | PUT 5   | PDE 8  | BUE 14 | MIA 4  | LBH 6  | MON 5   | BER 1  | MOS 11 | LON 2  | LON 2  |        |        | 4.       | 113  |
| 2015–16 | Dragon Racing                | BEI 5  | PUT 14† | PDE 3  | BUE 16 | MEX 1  | LBH 7  | PAR 11  | BER 16 | LON 9  | LON 3  |        |        |        | 5.       | 83   |
| 2016–17 | Faraday Future Dragon Racing | HKG 7  | MAR 13  | BUE 8  | MEX 14 | MON Ki | PAR Ki | BER 13  | BER 13 | NYC Ki | NYC 10 | MNT 11 | MNT 9  |        | 18.      | 13   |
| 2017–18 | Dragon Racing                | HKG Hn | HKG 15  | MAR 15 | SAN 8  | MEX 11 | PDE 9  | ROM 7   | PAR 12 | BER 19 | ZUR 3  | NYC 13 | NYC Ki |        | 14.      | 27   |
| 2018–19 | Mahindra Racing              | ADR 3  | MAR 1   | SAN 10 | MEX 4  | HKG Ki | SNY 6  | ROM 8   | PAR Ki | MON 11 | BER 17 | BRN 13 | NYC 9  | NYC 11 | 11.      | 67   |
| 2019–20 | Mahindra Racing              | ADR 9  | ADR Ni  | SAN Hn | MEX 10 | MAR 13 | BER 5  | BER Kiz | BER 7  | BER 15 | BER 16 | BER 18 |        |        | 16.      | 19   |

† A versenyt nem fejezte be, de helyezését értékelték, mivel teljesítette a versenytáv több, mint 90%-át.

## Külső hivatkozások
- Hivatalos honlapja